# Kasper Gieldon
Kasper Gieldon, född 28 mars 1991 i Stockholm, är en svensk moderat politiker. Han var riksordförande för Moderat Skolungdom (MSU) mellan 2011 och 2012. Som riksordförande var han adjungerad i Moderata ungdomsförbundets förbundsstyrelse. 
Kasper Gieldon har en bakgrund som ordförande för Moderat Skolungdom på Kungsholmens gymnasium, kampanjansvarig för Moderat Skolungdom under valet 2010 och som ledamot i Moderat Skolungdoms rikskommitté. Han bor i Stockholm, där han i juni 2010 gick ut från Kungsholmens gymnasium. I dagsläget studerar Kasper Gieldon pol.kand.-programmet på Stockholms universitet.